# Cannet, Gers
Cannet är en kommun i departementet Gers i regionen Occitanien i sydvästra Frankrike. Kommunen ligger i kantonen Plaisance som tillhör arrondissementet Mirande. År 2018 hade Cannet 54 invånare.

## Befolkningsutveckling
Antalet invånare i kommunen Cannet
Referens:INSEE